# 橙站
橙站（英語：Orange station）是一个铁路车站，位于美國加利福尼亞州橙市境内，南加州都会铁道的内陆帝国－橙县线和橙县线以及美铁的太平洋冲浪者号会停靠本站提供客运服务。